# ATC A02 – Gyomorsavval kapcsolatos betegségek kezelésére szolgáló szerek
Az ATC A02 – Gyomorsavval kapcsolatos betegségek kezelésére szolgáló szerek a gyógyszerek anatómiai, gyógyászati és kémiai osztályozási rendszerének (ATC) egyik alcsoportja.
| ATC A   | Tápcsatorna és anyagcsere                                                      |
| ------- | ------------------------------------------------------------------------------ |
| ATC A01 | Sztomatológiai készítmények                                                    |
| ATC A02 | Gyomorsavval kapcsolatos betegségek kezelésére szolgáló szerek                 |
| ATC A03 | Funkcionális emésztőszervi rendellenességek gyógyszerei                        |
| ATC A04 | Hányáscsillapítók és émelygés elleni szerek                                    |
| ATC A05 | Epe- és májterápia                                                             |
| ATC A06 | Hashajtók                                                                      |
| ATC A07 | Hasmenésgátlók és a bél gyulladásos / fertőzéses megbetegedéseinek gyógyszerei |
| ATC A08 | Fogyasztószerek a diétás készítmények kivételével                              |
| ATC A09 | Digesztívumok, beleértve az enzimeket                                          |
| ATC A10 | Antidiabetikus terápia                                                         |
| ATC A11 | Vitaminok                                                                      |
| ATC A12 | Ásványi sók                                                                    |
| ATC A13 | Roborálószerek                                                                 |
| ATC A14 | Szisztémás anabolikumok                                                        |
| ATC A15 | Étvágyjavítók                                                                  |
| ATC A16 | A tápcsatorna és az anyagcsere egyéb gyógyszerei                               |

## A02A 	Antacidok

### A02AAMagnéziumvegyületek
| A02AA01 | Magnézium-karbonát | Magnesium carbonate |                                                  |
| A02AA02 | Magnézium-oxid     | Magnesium oxide     | Magnesii oxidum leve, Magnesii oxidum ponderosum |
| A02AA03 | Magnézium-peroxid  | Magnesium peroxide  | Magnesii peroxidum                               |
| A02AA04 | Magnézium-hidroxid | Magnesium hydroxide | Magnesii hydroxidum                              |
| A02AA05 | Magnézium-szilikát | Magnesium silicate  |                                                  |
| A02AA10 | Kombinációk        | Kombinációk         |                                                  |

### A02ABAlumíniumvegyületek
A02AB01 Alumínium-hidroxid
A02AB02 Algeldrate
A02AB03 Alumínium-foszfát
A02AB04 Dihydroxialumini sodium carbonate
A02AB05 Alumínium-acetoacetát
A02AB06 Aloglutamol
A02AB07 Alumínium-glicinát
A02AB10 Kombinációk

### A02ACKalciumvegyületek
| A02AC01 | Kalcium-karbonát | Calcium carbonate | Calcii carbonas |
| A02AC02 | Kalcium-szilikát | Calcium silicate  |                 |
| A02AC10 | Kombinációk      | Kombinációk       |                 |

### A02AD 	Alumínium-, kalcium- és magnéziumvegyületek kombinációi és komplexei
A02AD01 Ordinary salt combinations
A02AD02 Magaldrate
A02AD03 Almagate
A02AD04 Hydrotalcite
A02AD05 Almasilate

### A02AF Antacids with antiflatulents
A02AF01 Magaldrate és antiflatulents
A02AF02 Ordinary salt combinations and antiflatulents

## A02BPeptikus fekély ésgastrooesophagealis refluxbetegség(GORB) gyógyszerei

### A02BAH2-receptor antagonisták
| A02BA01 | Cimetidin               | Cimetidine                 | Cimetidini hydrochloridum, Cimetidinum |
| A02BA02 | Ranitidin               | Ranitidine                 | Ranitidini hydrochloridum              |
| A02BA03 | Famotidin               | Famotidine                 | Famotidinum                            |
| A02BA04 | Nizatidin               | Nizatidine                 | Nizatidinum                            |
| A02BA05 | Niperotidin             | Niperotidine               |                                        |
| A02BA06 | Roxatidin               | Roxatidine                 |                                        |
| A02BA07 | Ranitidin bizmut-citrát | Ranitidine bizmuth citrate |                                        |
| A02BA08 | Lafutidin               | Lafutidine                 |                                        |
| A02BA51 | Cimetidin, kombinációk  | Cimetidin, kombinációk     |                                        |
| A02BA53 | Famotidin, kombinációk  | Famotidin, kombinációk     |                                        |

### A02BB Prosztaglandinok
A02BB01 Misoprostol
A02BB02 Enprostil

### A02BC 	Protonpumpa inhibitorok
| A02BC01 | Omeprazol      | Omeprazole      | Omeprazolum, Omeprazolum natricum |
| A02BC02 | Pantoprazol    | Pantoprazole    |                                   |
| A02BC03 | Lanzoprazol    | Lansoprazole    |                                   |
| A02BC04 | Rabeprazol     | Rabeprazole     |                                   |
| A02BC05 | Ezomeprazol    | Esomeprazole    |                                   |
| A02BC06 | Dexlanzoprazol | Dexlansoprazole |                                   |

### A02BD Combinations for eradication ofHelicobacter pylori
A02BD01 Omeprazol, amoxicillin és metronidazol
A02BD02 Lanzoprazol, tetraciklin és metronidazol
A02BD03 Lanzoprazol, amoxicillin és metronidazol
A02BD04 Pantoprazol, amoxicillin és klaritromicin
A02BD05 Omeprazol, amoxicillin és klaritromicin
A02BD06 Ezomeprazol, amoxicillin és klaritromicin
A02BD07 Lanzoprazol, amoxicillin és klaritromicin
A02BD08 Bizmut szubcitrát, tetraciklin és metronidazol

### A02BX 	Peptikus fekély ésgastrooesophagealis refluxbetegség(GORB) egyéb gyógyszerei
| A02BX01 | Karbenoxolon                                           | Carbenoxolone                                          |                                                        |
| A02BX02 | Szukralfát                                             | Sucralfate                                             |                                                        |
| A02BX03 | Pirenzepin                                             | Pirenzepine                                            | Pirenzepini dihydrochloridum monohydricum              |
| A02BX04 | Metioszulfónium-klorid                                 | Methiosulfonium chloride                               |                                                        |
| A02BX05 | Bizmut szubcitrát                                      | Bismuth subcitrate                                     |                                                        |
| A02BX06 | Proglumid                                              | Proglumide                                             |                                                        |
| A02BX07 | Gefarnát                                               | Gefarnate                                              |                                                        |
| A02BX08 | Szulglikotid                                           | Sulglicotide                                           |                                                        |
| A02BX09 | Acetoxolon                                             | Acetoxolone                                            |                                                        |
| A02BX10 | Zolimidin                                              | Zolimidine                                             |                                                        |
| A02BX11 | Troxipid                                               | Troxipide                                              |                                                        |
| A02BX12 | Bizmut szubnitrát                                      | Bismuth subnitrate                                     | Bismuthi subnitras ponderosus                          |
| A02BX13 | Alginsav                                               | Alginic acid                                           | Acidum alginicum                                       |
| A02BX51 | Karbenoxolon kombinációk, kivéve a pszicholeptikumokat | Karbenoxolon kombinációk, kivéve a pszicholeptikumokat | Karbenoxolon kombinációk, kivéve a pszicholeptikumokat |
| A02BX71 | Karbenoxolon kombinációk pszicholeptikumokkal          | Karbenoxolon kombinációk pszicholeptikumokkal          | Karbenoxolon kombinációk pszicholeptikumokkal          |
| A02BX77 | Gefarnát kombinációk pszicholeptikumokkal              | Gefarnát kombinációk pszicholeptikumokkal              | Gefarnát kombinációk pszicholeptikumokkal              |